# أنوشكا مانشاندا
أنوشكا مانشاندا (من مواليد 11 فبراير 1984) مغنية هندية ، عارضة أزياء ، ممثلة و في جي سابقة. برزت كعضو في فرقة فتيات بوب هندي فيفا !. كان مانشاندا أيضًا مشاركًا في المسلسل التلفزيوني الواقعي جالاك ديكلا جا.

## روابط خارجية
- أنوشكا مانشاندا على موقع IMDb (الإنجليزية)
- أنوشكا مانشاندا على موقع روتن توميتوز (الإنجليزية)
- أنوشكا مانشاندا على موقع ألو سيني (الفرنسية)
- أنوشكا مانشاندا على موقع ميوزك برينز (الإنجليزية)
- أنوشكا مانشاندا على موقع ديسكوغز (الإنجليزية)